# باتريشيا شومان
باتريشيا شومان (بالدنماركية: Patricia Schumann)‏ هي ممثلة دانمركية، ولدت في 4 يونيو 1975.

## وصلات خارجية
- باتريشيا شومان على موقع IMDb (الإنجليزية)
- باتريشيا شومان على موقع ألو سيني (الفرنسية)
- باتريشيا شومان على موقع أول موفي (الإنجليزية)
- باتريشيا شومان على موقع قاعدة بيانات الأفلام السويدية (السويدية)
- باتريشيا شومان على موقع قاعدة بيانات الفيلم (الإنجليزية)
- باتريشيا شومان على موقع كينوبويسك (الروسية)
- باتريشيا شومان على موقع كينوبويسك (الروسية)